# United Fruit Company
United Fruit Company («Юна́йтед фрут ко́мпани») была крупнейшей американской корпорацией, экспортирующей тропические фрукты из стран третьего мира в США и Европу. Компания была образована 30 марта 1899 года в результате слияния торгового бананового концерна Майнора К. Кейта и Boston Fruit Company. Процветая в начале и середине XX века, она контролировала обширные сельскохозяйственные территории и транспортные сети в странах Центральной Америки, севере Колумбии, Эквадоре и Вест-Индии.
Компания сильно повлияла на экономическое и политическое развитие ряда стран Латинской Америки. Критики часто обвиняли её в эксплуатационном неоколониализме и приводили в качестве типичного примера влияния транснациональной корпорации на внутреннюю политику так называемых «банановых республик». После экономического спада United Fruit объединилась с компанией AMK Эли Блека, в 1970 новая компания именовалась United Brands Company. В 1984 году United Brands Company была преобразована в Chiquita Brands International.

## История
United Fruit Company была образована в 1899 году в результате слияния Boston Fruit Company, владевшей банановыми плантациями на островах Карибского моря, и Tropical Trading and Transport Company Майнора К. Кейта, которой принадлежали банановые плантации в странах  Центральной Америки. Объединённая компания сразу взяла под контроль 80% бананового импорта в США. Она стала одним из крупнейших работодателей в Центральной Америке — численность её работников доходила до 150 тыс. человек, строила собственные железные дороги, имела флот из 90 пароходов. Площадь её плантаций достигала почти 1,4 млн га.
Большую часть бананов компания выращивала на своих плантациях в Гондурасе и Гватемале. В 1911 году президент Гондураса Мигель Давила предоставил United Fruit Company монополию на производство бананов в стране. После этого Сэмюэл Земюррэй, основавший конкурировавшую Cuyamel Fruit Company и купивший в Гондурасе плантации, организовал вторжение в страну частной армии наемников, которая свергла Давилу, а президентом стал генерал Мануэля Бонилла, бывший марионеткой Земюррэя.
United Fruit Company начала производство бананов на карибском побережье Колумбии. В Центральной Америке United Fruit Company привлекала на работу в основном чернокожих жителей с близлежащих Карибских островов, но везти в Колумбию их оказалось невыгодно. Поэтому компания привлекала на работу местное население, предложив на первых порах зарплату выше, чем у колумбийских плантаторов. Но работники были вынуждены были жить в переполненных бараках, кишевших клопами, и работать по десять часов в день без полноценных выходных.
6 октября 1928 года колумбийские работники банановых плантаций United Fruit Company потребовали отменить систему подставных подрядчиков и предоставить социальное страхование, установить хотя бы один выходной день в неделю, наладить оказание медицинских услуг, ликвидировать систему оплаты ваучерами, которыми можно было лишь оплатить товары в местных лавках, повысить заработную плату и начать выплачивать её регулярно. 12 ноября 1928 года началась забастовка, в которой приняли участие 32 тыс. человек. В ответ корпорация заручилась поддержкой властей США и уведомила колумбийские власти, что если они не прекратят забастовку, то это сделает морская пехота США. В начале декабря 1928 года United Fruit Company привлекла к работе специально привезённых штрейкбрехеров, однако бастующие не давали им работать. В ночь с 5 на 6 декабря на площадь в городе Сьенага, где находились несколько тысяч протестующих, прибыли колумбийские войска, потребовавшие разойтись, а затем открывшие огонь. Подобные расправы в соседних населённых пунктах продолжались ещё около недели. «Банановая бойня», по официальным данным, привела к гибели 47 человек, но предполагается, что жертв было намного больше. 
В декабре 1929 года United Fruit Company приобрела у вышедшего на пенсию Сэмюэла Земюррэя своего главного конкурента — Cuyamel Fruit Company. В 1932 году более 58% экспорта бананов из Латинской Америки приходилось на United Fruit Company. В 1933 году, когда рыночная стоимость компании упала, в результате враждебного поглощения Земмюрэй выкупил United Fruit Company и перевёл её управление в Новый Орлеан, в результате чего наступил длительный период её благополучия. Сэм Земмюрэй управлял компанией до 1951 года.
После Второй мировой войны у компании  появился брэнд Chiquita, который стал одним из самых раскрученных в истории американского бизнеса. 

### Переворот в Гватемале
В 1953—1954 годах в рамках аграрной реформы президент Гватемалы Хакобо Арбенс издал указ о национализации земель «Юнайтед фрут» для передачи их крестьянам. Ранее диктатор Хорхе Убико, правивший Гватемалой, бесплатно передал United Fruit большие площади земли. Компания стала искать поддержку в правящих кругах США, найдя её у братьев Даллес — госсекретаря Джона Фостера Даллеса и директора ЦРУ Аллена Даллеса. Её также поддержал президент Эйзенхауэр. В апреле 1954 года США официально потребовали от Гватемалы компенсации для «Юнайтед фрут» в размере 15,8 млн долл. (вместо предложенных 594 тыс. долл.). 
ЦРУ организовало военное вторжение в Гватемалу, в результате которого к власти пришёл проамерикански настроенный полковник Кастильо Армас, вернувший земли компании. Бывший директор ЦРУ, заместитель государственного секретаря США Уолтер Беделл Смит в 1954 году уволился с госслужбы и занял пост члена совета директоров компании.

### Смена названия
В 1969 году американская пищевая компания AMK Corp., возглавляемая Эли Блэком, стала крупнейшим акционером United Fruit Company. В июне 1970 года AMK и United Fruit объединились в компанию под названием United Brands. 
3 февраля 1975 года Эли Блэк выбросился из окна офиса компании в Нью-Йорке, а в апреле того же года американская Комиссия по ценным бумагам и биржам обвинила United Brands в том, что она заплатила $1,25 млн министру экономики Гондураса и обещала дать ему еще больше, если гондурасское правительство понизит налог на экспорт бананов. Связанный с United Fruit Company коррупционный скандал в Гондурасе в 1975 году, получивший в прессе название «Бананенгейт», был одной из причин смещения президента страны Освальдо Лопеса Арельяно военными.
После самоубийства Блэка главным акционером United Brands стала American Financial Group во главе с Карлом Линднером. Он перевел штаб-квартиру United Brands из Нью-Йорка в Цинциннати, где базировалась American Financial Group и сменил имя компании на Chiquita Brands.

## В литературе
Была прототипом банановой компании в романе «Сто лет одиночества» Габриэля Гарсиа Маркеса. Деятельности фирмы посвящена одна из сюжетных линий романа «42 параллель» в трилогии Дос Пассоса «США»